# Елгуджа Лобжанідзе
Елгуджа Лобжанідзе (груз. ელგუჯა ლობჯანიძე, нар. 17 вересня 1992, Тбілісі, Грузія) — грузинський футболіст, нападник клубу «Динамо» (Батумі) та збірної Грузії.

## Клубна кар'єра
У дорослому футболі дебютував 2012 року виступами за команду «ВІТ Джорджія», в якій провів чотири сезони, взявши участь у 78 матчах чемпіонату. Більшість часу, проведеного у складі «ВІТ Джорджії», був основним гравцем атакувальної ланки команди. Після цього по сезону провів в інших грузинських клубах «Шукура» та «Динамо» (Батумі).
У лютому 2017 року перейшов до клубу російської Прем'єр-Ліги «Оренбург», за який до кінця сезону 2016/17 зіграв 11 матчів і забив один гол «Краснодару», але клуб вилетів у ФНЛ. До того ж Лобжанідзе отримав травму, захворів, і поїхав лікуватися на батьківщину в Грузію.
У першій половині сезону 2018 грав Лобжанідзе знову грав за «Шукуру», що цього разу виступала у другому дивізіоні, а потім перейшов у «Руставі» з елітного дивізіону, де і завершив сезон.
У лютому 2019 року Елгуджа підписав контракт з казахстанським клубом «Тараз», що тільки вийшов у місцеву Прем'єр-лігу. У новій команді грузин забив 8 голів у 24 іграх чемпіонату, допомігши команді зберегти прописку в еліті.
13 січня 2020 року Лобжанідзе перейшов до іншого казахстанського клубу «Кайсар» з Кизилорди.

## Виступи за збірну
7 червня 2017 року дебютував в офіційних матчах у складі національної збірної Грузії в товариській грі проти збірної Сент-Кітс і Невісу (3:0), вийшовши у перерві замість Ніка Качарави.

## Титули і досягнення
- Чемпіон Казахстану (1):

«Тобол»: 2021
- Володар Суперкубка Казахстану (1):

«Тобол»: 2021
- Володар Суперкубка Грузії (1):

«Динамо» (Батумі): 2022